# トラヴィス・スミス
トラヴィス・スミス（Travis Smith、1970年2月26日 - ）は、アメリカ合衆国出身のアートデザイナー、グラフィックデザイナー、イラストレーター。

## 略歴
1970年2月26日、アメリカ合衆国のカリフォルニア州サンディエゴ生まれ。
1996年、同郷の友人が在籍していたHR/HMバンド、サイコティック・ワルツのアルバム・カヴァーを手掛けたことが、キャリアのスタートだった。その友人達の伝手で仕事が獲れるようになり、本格的なアートデザイナーとして活動する。
自身のスタジオ「Seempieces」を経営し、2005年頃までに手掛けた作品は100以上に達する。以降も数々のロックアーティストのカヴァーデザイナーを務めている。

## 特徴
スミスの作品は、基本的にコンピューターで作っている。写真など様々な媒体のモチーフを取り込み、水彩やアクリルなどの塗装テクスチャーを駆使して、画像処理したものである。
2000年代から作風に変化がみられ、内向的で陰影な作品が増えている。
自身は学校等で正式な美術を学んだ事はなく、美術に天性の素質を持っていた。

## アルバム・カヴァー / アートワーク作品一覧
アルファベット順
Age of Silence
- 『Acceleration』（2004年）
- 『Complications – Trilogy of Intricacy』(EP)（2005年）

Agónica
- 『Portraits of Suffering』(EP)（2011年）

Algol
- 『Complex Shapes』（2012年）

オール・ザット・リメインズ
- 『The Fall of Ideals』（2006年）
- 『...For We Are Many』（2010年）

アモルフィス
- 『Eclipse』（2006年）
- 『Silent Waters』（2007年）
- 『Skyforger』（2009年）
- 『The Beginning of Times』（2011年）

Anarion
- 『Beneath It All』（2009年）

アナセマ
- 『Resonance』（2001年）
- 『A Fine Day to Exit』（2001年）
- 『Resonance 2』（2002年）
- 『A Natural Disaster』（2003年）

Andy Winter
- 『Incomprehensible』（2013年）

Antidepressive Delivery
- 『Feel. Melt. Release. Escape』（2004年）

Archai
- 『On Serpentine Roads』（2009年）

A Triggering Myth
- 『Forgiving Eden』（2002年）

At War with Self
- 『Torn Between Dimensions』（2005年）

Autumnblaze
- 『Every Sun Is Fragile』（2013年）

アクセンスター
- 『Perpetual Twilight』（2002年）

アヴェンジド・セヴンフォールド
- 『Nightmare』（2010年）

Barren Earth
- 『Curse of the Red River』（2010年）

Beseech
- 『Black Emotions』（2000年）
- 『Souls Highway』（2002年）

Beyond the Embrace
- 『Insect Song』（2004年）

Bloodbath
- 『Resurrection Through Carnage』（2002年）
- 『The Wacken Carnage』（2008年）

Casualties Of Cool
- 『Casualties Of Cool』（2014年）

Charon
- 『The Dying Daylights』（2003年）

Charred Walls of the Damned
- 『Cold Winds on Timeless Days』（2011年）

Chastain
- 『In an Outrage』（2004年）

CKY
- 『Carver City』（2009年）

CJSS
- 『Kings of the World』（2000年）

Code Black
- 『Penetration』（2004年）

Collapse 7
- 『Supernova Overdrive』（2007年）

Compos Mentis
- 『Fragments of a Withered Dream』（2003年）

Control Denied
- 『The Fragile Art of Existence』（1999年）

シニック
- 『Re-Traced』(EP)（2010年）
- 『Carbon-Based Anatomy』(EP)（2011年）
- 『Kindly Bent to Free Us』（2014年）

ダーク・フォートレス
- 『Stab Wounds』（2004年）
- 『Séance』（2006年）

Darkmoon
- 『Wounds』（2011年）

Darkstar
- 『Marching into Oblivion』（1996年）
- 『Heart of Darkness』（1999年）

Daylight Dies
- 『No Reply』（2002年）

Daylight Misery
- 『Depressive Icons』（2010年）

Deadsoul Tribe
- 『Deadsoul Tribe』（2002年）
- 『A Murder of Crows』（2003年）
- 『The January Tree』（2004年）
- 『The Dead Word』（2005年）
- 『A Lullaby for the Devil』（2007年）

December
- 『Praying, Hoping, Nothing』（2001年）

デス
- 『The Sound of Perseverance』（1998年）
- 『The Sound of Perseverance』(Reissue盤)（2011年）

Demons and Wizards
- 『Demons and Wizards』（2000年）
- 『Touched by the Crimson King』（2005年）

Der Geist
- 『The Pain We Don't Feel』（2012年）

Descend
- 『Through the Eyes of the Burdened』（2011年）

Desultory
- 『Counting Our Scars』（2010年）

デヴィン・タウンゼンド
- 『Terria』（2001年）
- 『Accelerated Evolution』（2003年）
- 『Ziltoid the Omniscient』（2007年）
- 『Addicted』（2009年）
- 『Ghost』（2011年）

Diabolical Masquerade
- 『Death's Design』（2001年）

Draconian
- 『Where Lovers Mourn』（2003年）
- 『Arcane Rain Fell』（2005年）
- 『The Burning Halo』（2006年）

Dragonlord
- 『Rapture』（2001年）
- 『Black Wings of Destiny』（2005年）

Dreaming Dead
- 『Within One』（2009年）
- 『Midnightmares』（2012年）

Elegeion
- 『The Last Moment』（2005年）

エルヴェイティ
- 『Spirit』（2006年）
- 『Everything Remains』（2010年）
- 『The Early Years』（2012年）

エルヴェンキング
- 『Heathenreel』（2001年）

Entwine
- 『DiEversity』（2004年）

エターナル・ティアーズ・オヴ・ソロウ
- 『Eternal Tears of Sorrow』（2006年）
- 『Children of the Dark Waters』（2009年）
- 『Saivon Lapsi』（2013年）

Evocation
- 『Dead Calm Chaos』（2008年）

Extol
- 『Extol』（2013年）

フロットサム・アンド・ジェットサム
- 『Dreams of Death』（2005年）
- 『The Cold』（2010年）

For My Pain...
- 『Fallen』（2003年）

Forgotten Tears
- 『Words to End』（2011年）

Fuelblooded
- 『Inflict the Inevitable』（2006年）

God Forbid
- 『Better Days』(EP)（2003年）
- 『Gone Forever』（2004年）
- 『IV: Constitution of Treason』（2005年）

Gordian Knot
- 『Emergent』（2003年）

Grey Skies Fallen
- 『Along Came Life』(EP)（2010年）
- 『Introspective』(EP)（2012年）
- 『The Many Sides of Truth』（2014年）

Gwynbleidd
- 『Nostalgia』（2009年）

Gwynbleidd
- 『Building the Towers』（2010年）
- 『IndoctriNation』(EP)（2011年）

Halcyon Way
- 『Conquer』（2014年）

HatePlow
- 『The Only Law Is Survival』（2000年）

ヒーゼン
- 『Something Wicked This Way Comes』（1998年）
- 『Alive in Athens』（1999年）
- 『Horror Show』（2001年）
- 『Night of the Stormrider』(Reissue盤)（2001年）
- 『Enter the Realm of the Gods』（2008年）
- 『The Evolution of Chaos』（2009年）

Hellion
- 『Will Not Go Quietly』（2003年）

Illogicist
- 『The Unconsciousness of Living』（2011年）

In Mourning
- 『Monolith』（2010年）

Inhuman Visions
- 『Symptoms of the Manipulated』(EP)（2001年）

Isole
- 『The Calm Hunter』（2014年）

Jag Panzer
- 『Thane to the Throne』（2000年）
- 『Mechanized Warfare』（2001年）

カタトニア
- 『Tonight's Decision』（1999年）
- 『Last Fair Deal Gone Down』（2001年）
- 『Tonight's Music』(EP)（2001年）
- 『Viva Emptiness』（2003年）
- 『The Black Sessions』（2005年）
- 『The Great Cold Distance』（2006年）
- 『Live Consternation』（2007年）
- 『Night Is the New Day』（2009年）
- 『Dead End Kings』（2012年）
- 『Last Fair Day Gone Night』（2013年）
- 『Kocytean』(EP)（2014年）
- 『Sanctitude』（2015年）

キング・ダイアモンド
- 『Abigail II: The Revenge』（2002年）
- 『The Puppet Master』（2003年）

Lacrimas Profundere
- 『Fall, I Will Follow』（2002年）

ラビリンス
- 『Labyrinth』（2003年）

Lilitu
- 『The Delores Lesion』（2004年）

Living Sacrifice
- 『Conceived in Fire』（2002年）
- 『Ghost Thief』（2013年）

Lord of Mushrooms
- 『Perspectives』（2012年）

Lunatic Soul
- 『Impressions』（2011年）
- 『Walking on a Flashlight Beam』（2014年）

Lux Occulta
- 『The Mother and the Enemy』（2001年）

マルヴォレント・クリエイション
- 『Manifestation』（2000年）
- 『The Will to Kill』（2002年）

Martriden
- 『Martriden』(EP)（2006年）

マーサナリー
- 『Everblack』（2002年）
- 『The Hours that Remain』（2006年）

ミザリー・シグナルズ
- 『Of Malice and the Magnum Heart』（2004年）

Molested
- 『Blod-draum』（2009年）

ムーンソロウ
- 『Viides Luku – Hävitetty』（2007年）

Morta Skuld
- 『Through the Eyes of Death』（2011年）

My Darkest Hate
- 『At War』（2004年）

Nachtgeschrei
- 『Aus schwärzester Nacht』（2013年）

ナグルファー
- 『Harvest 』（2007年）

ネヴァーモア
- 『Dreaming Neon Black』（1999年）
- 『Dead Heart in a Dead World』（2000年）
- 『Enemies of Reality』（2003年）
- 『The Obsidian Conspiracy』（2010年）

ナイトフォール
- 『Astron Black and the Thirty Tyrants』（2010年）

Nightingale
- 『Retribution』（2014年）

Northern Oak
- 『Monuments』（2010年）

Noneuclid
- 『Metatheosis』（2014年）

Novembers Doom
- 『The Knowing』（2000年）
- 『To Welcome the Fade』（2002年）
- 『The Novella Reservoir』（2007年）
- 『Bled White』（2014年）

Novembre
- 『Materia』（2006年）
- 『The Blue』（2007年）
- 『URSA』（2016年）
- 『Annoluce』(EP)（2016年）

October Tide
- 『A Thin Shell』（2010年）

オーペス
- 『Still Life』（1999年）
- 『Blackwater Park』（2001年）
- 『Deliverance』（2002年）
- 『Damnation』（2003年）
- 『Ghost Reveries』（2005年）
- 『Watershed』（2008年）
- 『Deliverance』（2002年）
- 『Heritage』（2011年）
- 『Pale Communion』（2014年）

オーヴァーキル
- 『Necroshine』（1999年）
- 『Bloodletting』（2000年）
- 『Killbox 13』（2003年）
- 『ReliXIV』（2005年）
- 『Immortalis』（2007年）
- 『Ironbound』（2010年）
- 『6 Songs』(EP)（2012年）
- 『The Electric Age』（2012年）
- 『Live from OZ』（2013年）
- 『White Devil Armory』（2014年）

Pain
- 『Cynic Paradise』（2008年）

ペルセフォネ
- 『Spiritual Migration』（2013年）

Power of Omens
- 『Rooms of Anguish』（2003年）

Power Symphony
- 『Lightbringer』（2000年）

Proserpine
- 『Human Machine』(EP)（2009年）

Prototype
- 『Cloned』(EP)（1998年）
- 『Trinity』（2004年）
- 『Continuum』（2006年）

Psychotic Waltz
- 『Bleeding』（1996年）

Psychothermia
- 『Fall To The Rising Sun』（2013年）

Redemption
- 『Redemption』（2003年）
- 『The Fullness of Time』（2005年）
- 『The Origins of Ruin』（2007年）
- 『Snowfall on Judgment Day』（2009年）
- 『This Mortal Coil』（2011年）

Relevant Few
- 『The Art of Today』（2003年）

Riverside
- 『Out of Myself』（2003年）
- 『Second Life Syndrome』（2005年）
- 『Rapid Eye Movement』（2007年）
- 『Reality Dream』（2008年）
- 『Anno Domini High Definition』（2009年）
- 『Memories in My Head』(EP)（2011年）
- 『Reality Dream Trilogy』（2011年）
- 『Shrine of New Generation Slaves』（2013年）
- 『Love, Fear and the Time Machine』（2015年）

Sadus
- 『Elements of Anger』（1997年）
- 『Out for Blood』（2006年）

サンクチュアリ
- 『The Year the Sun Died』（2014年）

Saturnus
- 『Veronika Decides to Die』（2006年）

Sceau de l'Ange
- 『Phénomènes』（2011年）

Scheitan
- 『Nemesis』（1999年）

Sinai Beach
- 『Immersed』（2005年）

Skinlab
- 『Bound, Gagged and Blindfolded』（1997年）
- 『Disembody: The New Flesh』（1999年）

Sleepless
- 『Winds Blow Higher』（2001年）

Society 1
- 『Exit Through Fear』（2003年）

ソイルワーク
- 『Natural Born Chaos』（2002年）

Solitude Aeturnus
- 『Adagio』（1998年）
- 『Alone』（2006年）

Soul Embraced
- 『This Is My Blood』（2002年）
- 『Dead Alive』（2008年）

ソウルフライ
- 『Omen』（2010年）

Soulforge
- 『Re-Activate』（2006年）

ストラッピング・ヤング・ラッド
- 『Strapping Young Lad』（2003年）
- 『Alien』（2005年）
- 『The New Black』（2006年）

サブテラニアン・マスカレード
- 『Temporary Psychotic State』(EP)（2004年）
- 『Suspended Animation Dreams』（2005年）
- 『The Great Bazaar』（2015年）

サフォケイション
- 『Despise the Sun』(EP)（1998年）

Soul Embraced
- 『Godspeed』（2005年）

Symphorce
- 『Twice Second』（2004年）

Tarja
- 『Henkäys Ikuisuudesta』（2006年）

Tenet
- 『Sovereign』（2009年）

The Defaced
- 『Karma in Black』（2003年）

The Eternal
- 『Sleep of Reason』（2005年）

The Foreshadowing
- 『Second World』（2012年）

The Shadow Theory
- 『Behind the Black Veil』（2010年）

To/Die/For
- 『IV』（2005年）

Trail of Tears
- 『Profoundemonium』（2002年）
- 『Bloodstained Endurance』（2009年）

Twelfth Gate
- 『Summoning』（2003年）

Tystnaden
- 『Sham of Perfection』（2006年）
- 『Anima』（2012年）

アンアース
- 『The March』（2008年）

Xanthochroid
- 『Incultus』(EP)（2014年）
- 『Blessed He With Boils』（2014年）

ウォーレル・デイン
- 『Praises to the War Machine』（2008年）

Watch Them Die
- 『Watch Them Die』（2003年）

Winds
- 『Reflections of the I』（2002年）
- 『Prominence and Demise』（2007年）

Winter's Bane
- 『Girth』（1997年）

Witherscape
- 『The Inheritance』（2013年）

Woods of Ypres
- 『Woods III: The Deepest Roots and Darkest Blues』（2008年）
- 『Woods IV: The Green Album』（2009年）

World Under Blood
- 『Tactical』（2011年）

Zero Hour
- 『The Towers of Avarice』（2001年）
- 『A Fragile Mind』（2005年）